# ساب ۹۱ سفیر
ساب ۹۱ سفیر (به انگلیسی: Saab 91 Safir) یک هواگرد ساختِ کارخانهٔ گروه ساب در کشور سوئد است که در سال ۱۹۴۶-۱۹۶۶ ساخته شد. نخستین استفاده‌کنندهٔ این هواپیما نیروی هوایی سوئد بوده‌است. این هواگرد برای نخستین بار در ۲۰ نوامبر ۱۹۴۵ میلادی مورد استفاده قرار گرفت.